# 1571 Cesco
1571 Cesco è un asteroide della fascia principale del diametro medio di circa 28,9 km. Scoperto nel 1950, presenta un'orbita caratterizzata da un semiasse maggiore pari a 3,1464475 UA e da un'eccentricità di 0,1109108, inclinata di 14,55995° rispetto all'eclittica.
Dall'8 aprile 1982, quando 1426 Riviera ricevette la denominazione ufficiale, al 6 giugno 1982 è stato l'asteroide non denominato con il più basso numero ordinale. Dopo la sua denominazione, il primato è passato a (1701) 1953 NJ.
L'asteroide è dedicato ai fratelli e astronomi argentini Carlos Ulrrico Cesco e Ronaldo P. Cesco.